# Siebenhundertsiebenundsiebzig
Die Siebenhundertsiebenundsiebzig (777) ist die natürliche Zahl zwischen 776 und 778. Sie ist ungerade, eine Harshad-Zahl und eine sphenische Zahl, da sie in genau drei verschiedene Primfaktoren zerlegbar ist ({\displaystyle 777=3\times 7\times 37}).

## Numerologie
Die Zahl 777 steht in der Numerologie für die göttliche Vollkommenheit und Gerechtigkeit. Sie besteht aus der dreifachen Aneinanderreihung der in der Bibel stark symbolbeladenen Ziffer sieben und übertrifft die Zahl des Tieres (666).

## Biochemie
Die α-Isoform des menschlichen Glucocorticoid-Rezeptors (GRα) hat eine Länge von 777 Aminosäuren.